# Obsttüte

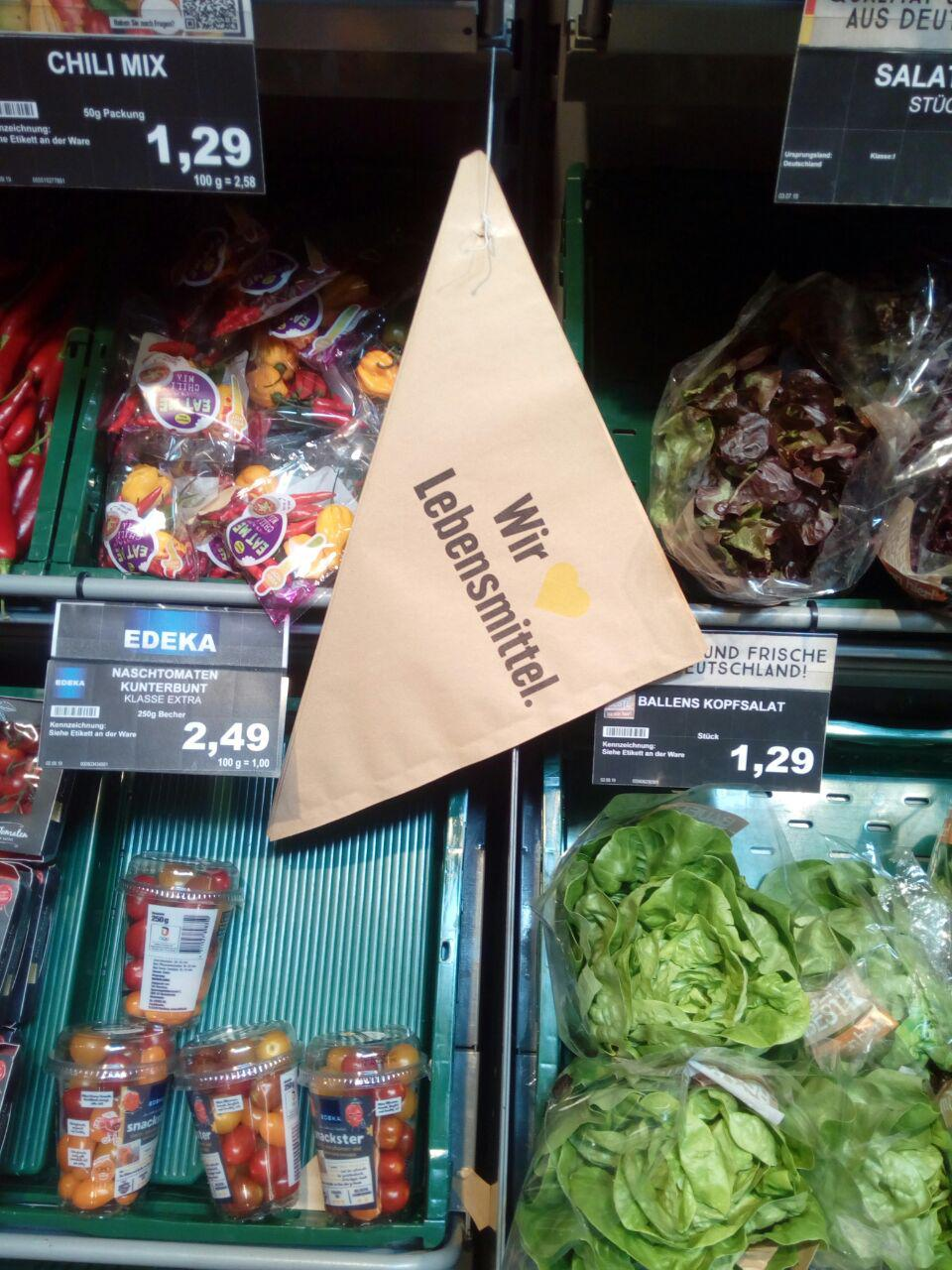
Eine Obsttüte

Eine Obsttüte (Österreich: Obstsackerl oder Papierstanitzel) ist eine Tüte aus Papier in einem speziellen dreieckigen Design, das zum Abpacken von losem Obst und Gemüse benutzt wird.